# Carl Friedrich Emil von Ibell

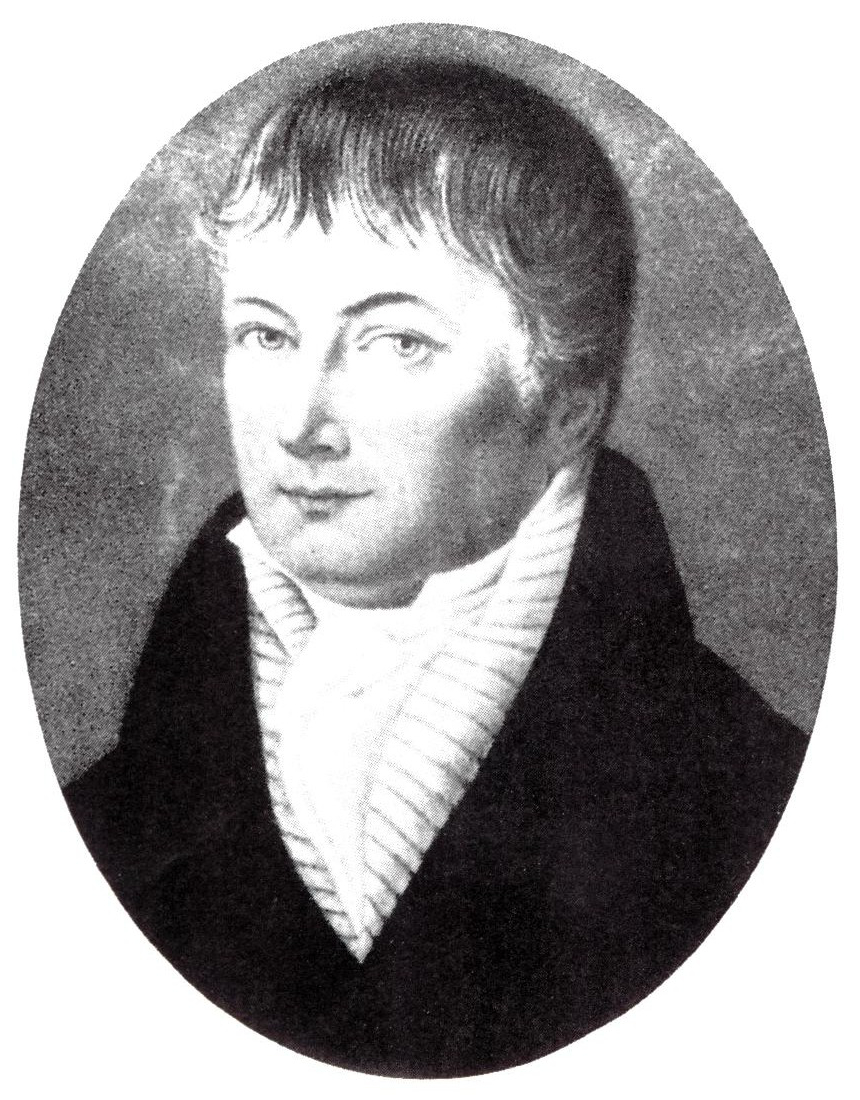
Carl Friedrich Emil von Ibell

Carl Friedrich Justus Emil Ibell, ab 1830 von Ibell, auch Karl von Ibell (* 29. Oktober 1780 in Wehen (Taunusstein); † 6. Oktober 1834 in Bad Homburg vor der Höhe), war Amtmann, später Regierungspräsident des Herzogtums Nassau, danach Regierungspräsident der Landgrafschaft Hessen-Homburg.

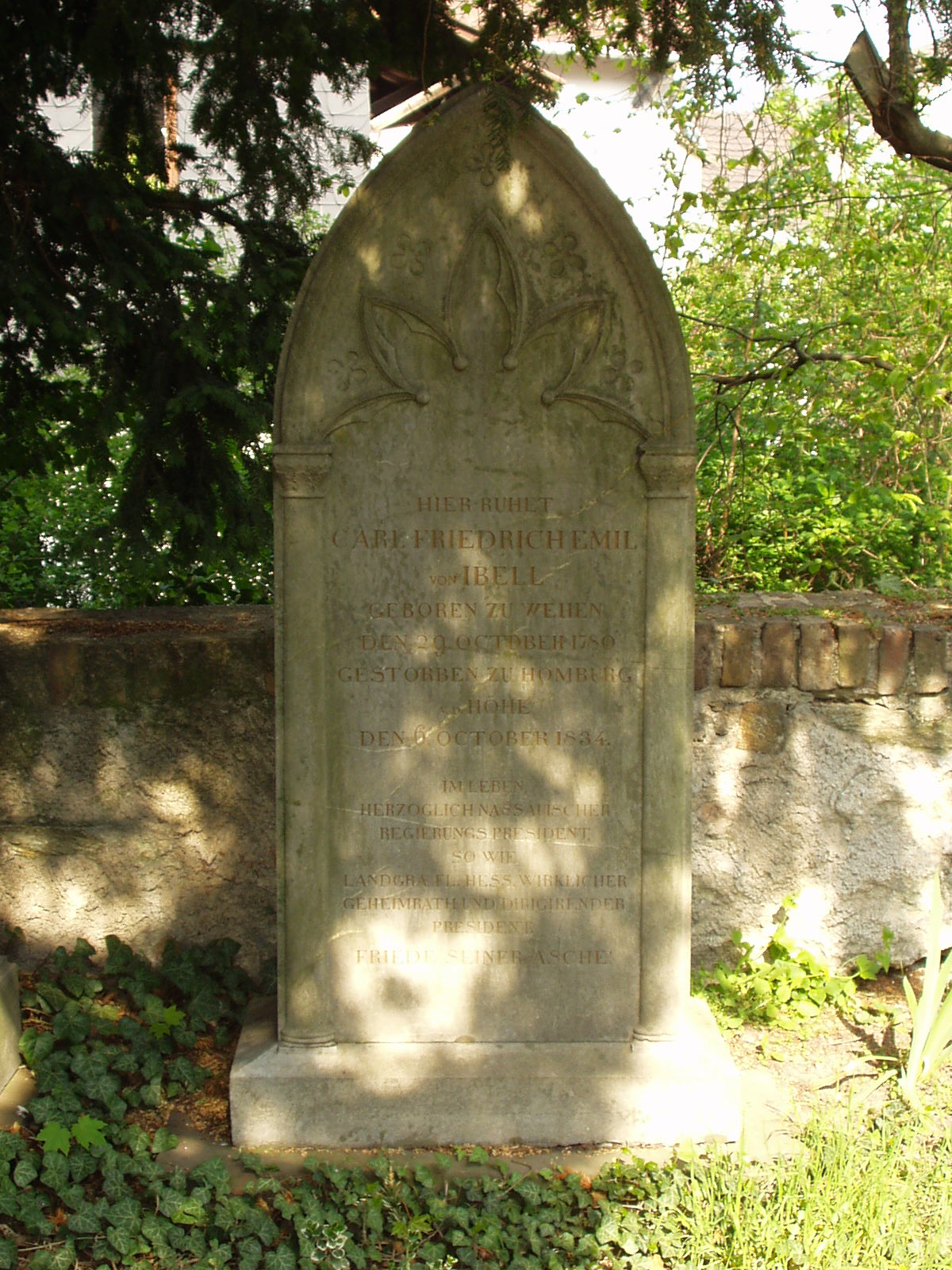
Grab von Carl von Ibell in Frankfurt-Unterliederbach

## Leben
Carl Friedrich Emil von Ibell wurde als Sohn des Amtmannes Carl Ibell im Wehener Schloss geboren. Er besuchte das Gymnasium in Idstein. Nach dem Studium der Rechtswissenschaft in Göttingen (Staatsexamen 1801) begleitete er 1802 als Privatsekretär den Regierungspräsidenten Karl Friedrich Freiherr von Kruse von Nassau-Usingen zum Treffen der Reichsdeputation nach Regensburg, bei dem es um die Neuverteilung der Territorien der deutschen Staaten nach Napoléon Bonapartes Annexion aller linksrheinischen Gebiete ging.
Ab 1803 war Ibell Regierungsbeamter des Fürstentums Nassau-Usingen in Wiesbaden bei Ernst Franz Ludwig Marschall von Bieberstein und ab 1815 Regierungspräsident im 1806 neu gebildeten Herzogtum Nassau. Politisch war er kompromissloser Vertreter einer freiheitlichen Landesverwaltung. Als solcher führte er zahlreiche liberale Reformen im Herzogtum Nassau durch, unter anderem die Aufhebung der Leibeigenschaft (1808), Beseitigung der Adelsprivilegien bei der Steuererhebung (1809) und das Freizügigkeitsgesetz (1810), nach dem jeder Nassauer Bürger seinen Wohnsitz frei wählen konnte. 1813/14 war er neben Ernst Franz Ludwig Freiherr Marschall von Bieberstein und dem Freiherrn vom Stein maßgeblich an der Entwicklung der Nassauer Verfassung, der ersten eigenständigen auf deutschem Boden, beteiligt. In dieser Funktion trat er 1815 energisch den Vorschlägen August von Kruses zu einer Militärdiktatur in Nassau entgegen, ebenso im Mai 1819 allerdings erfolglos der von Bieberstein betriebenen Einordnung der Domänen in das Hausvermögen des Herzogs.
1817 war Ibell maßgeblich beteiligt an der Vereinigung der lutherischen und reformierten Kirchen in Nassau.
Im Juli 1819 misslang ein auf Ibell gezieltes Attentat des Idsteiner Apothekers Karl Löning, der in Verbindung mit den „Gießener Schwarzen“, einer radikalen Burschenschaft, stand. Der Mordversuch war ein weiteres Glied in einer Kette von Ereignissen, die schließlich im gleichen Jahr zu den Karlsbader Beschlüssen führte, die der Unterdrückung nationaler und liberaler Bewegungen dienten, sicher nicht ganz im Sinne Ibells. Da von Ibells Auffassungen liberal und freiheitlich geprägt waren – und er somit nicht dem Feindbild der für die deutsche Einheit eintretenden studentischen Burschenschaften entsprach – nennt der Historiker Wolfgang Behringer den Antisemitismus unter vielen Anhängern des nationalstaatlichen Einigungsgedankens als einen der Gründe für das Attentat, denn von Ibell war ein Befürworter der Judenemanzipation, der rechtlichen Gleichstellung der Juden.
1818 erhielt Ibell von Wilhelm I., Herzog von Nassau, als Geschenk ein Landgut in Unterliederbach, heute ein Stadtteil von Frankfurt am Main. Das Wohnhaus war die 1755/56 von Kommerzienrat Stembler erbaute Villa (heute Villa Graubner).
1819 spitzte sich der Streit um die nassauischen Domänen zu. Während von Bieberstein diese als persönlichen Besitz des Herzogs ansah, verstand Ibell sie als Teil der Staatsfinanzen, der von den Landständen zu kontrollieren sei. Im März 1820 versetzte Wilhelm I. Ibell in den Wartestand. Nachdem er im Wahlkreis Weilburg als liberaler Abgeordneter gewählt worden war, folgte im März 1821 die endgültige Entlassung. Das Mandat nahm Ibell nicht an.
1828 trat er in den Dienst des Landgrafen Friedrich VI. und dessen Nachfolger Ludwig von Hessen-Homburg.
Hier stabilisierte er die Finanzen sowohl des Landes als auch des Landesherren. Auch an dieser Wirkungsstätte erwies sich Ibell als Liberaler, der mit den zeitgemäßen Reformideen konform ging. Das zeigte sich ebenso bei der Neuordnung der Gerichtsverfahren wie bei der Neugestaltung des Schulwesens.
Aufgrund seines Einsatzes für den Deutschen Zollverein wurde ihm 1830 vom preußischen König der erbliche Familienadel verliehen.
In Unterliederbach richtete Ibell 1831 eine Fortbildungsschule für schulentlassene Jugendliche ein, die er selbst finanzierte. Unterrichtet wurde Rechnen, Schönschreiben, Aufsatz und Feldmessen.
1832 erkrankte Ibell und gab sein Amt auf, vertrat Hessen-Homburg aber noch einmal 1834 bei einer Ministerialkonferenz in Wien, die Metternich einberufen hatte, um den deutschen Bundesstaaten eine absolutistische Verfassung aufzuzwingen. Enttäuscht zog sich Ibell auf seinen Landsitz in Unterliederbach zurück.  Er starb im gleichen Jahr. Gut erhalten ist das Grab auf dem Friedhof bei der alten Dorfkirche in Unterliederbach, wo er neben seinem Sohn, dem Mediziner Rudolf von Ibell (1814–1864), begraben liegt. Dessen Sohn Carl Bernhard von Ibell war Oberbürgermeister von Wiesbaden.

## Ehrungen
- Karl-von-Ibell-Schule in Frankfurt-Unterliederbach
- Karl-von-Ibell-Grundschule in Diez
- Ibellstraße in Frankfurt-Unterliederbach und Taunusstein-Wehen